# فرانك أودهيامبو
فرانك أودهيامبو (بالإنجليزية: Frank Odhiambo) هو لاعب كرة قدم كيني، ولد في 29 يناير 2002 في كينيا. لعب مع نادي يورغوردينس.

## وصلات خارجية
- فرانك أودهيامبو على موقع قاعدة بيانات كرة القدم.إي يو (الإنجليزية)
- فرانك أودهيامبو على موقع Soccerway.com (الإنجليزية)